# Ajtay Andor-emlékdíj

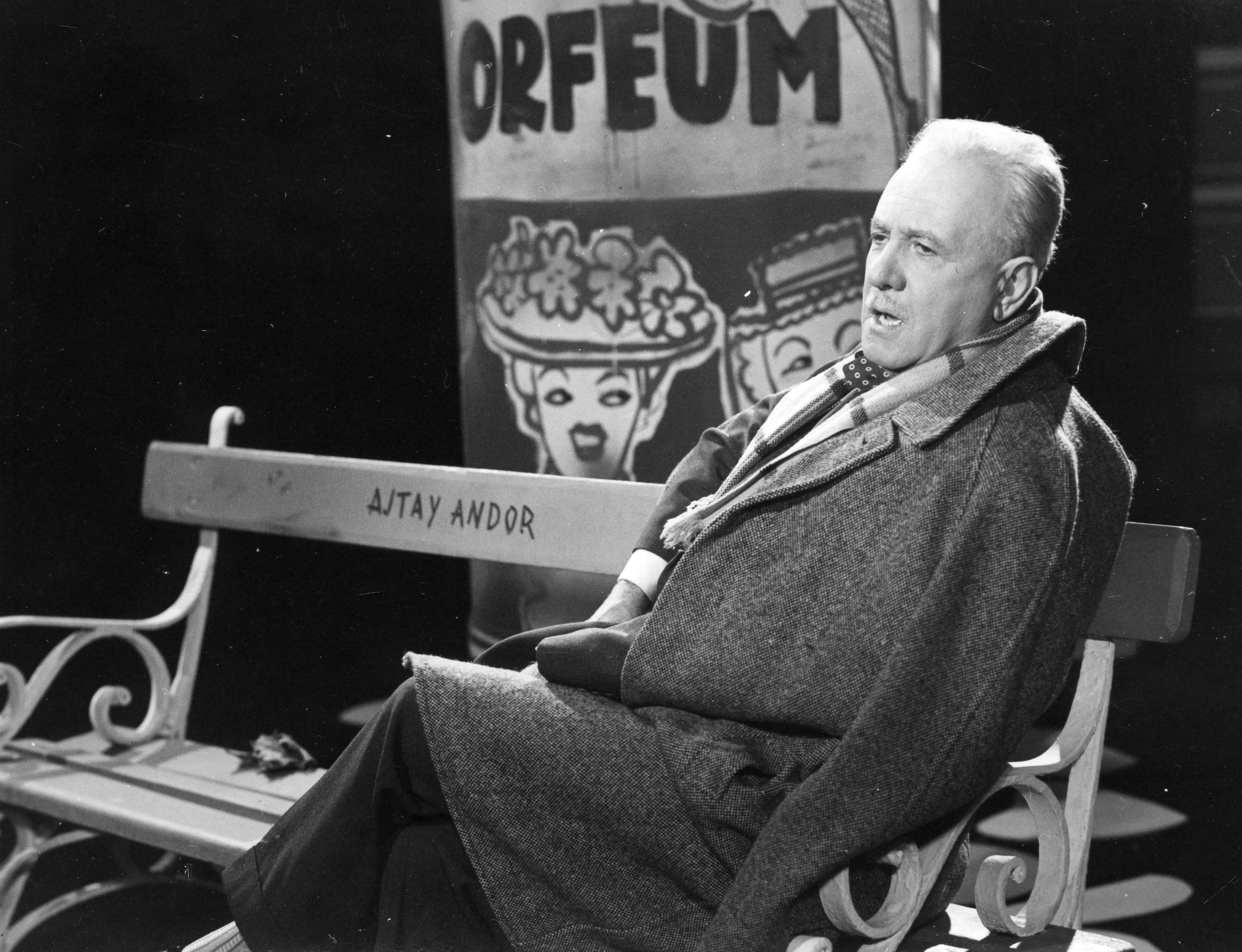
Ajtay Andor (1960)

Az Ajtay Andor-emlékdíjat, vagy más néven Ajtay Andor-díjat, Ajtay Andor alapította. A díjat, vagyis a halála után értékesített balatoni nyaraló árának évi kamatát minden évben az a két vígszínházi színész kapja, akik abban az évben a legjobb alakítást nyújtották. A pénzdíjat két színész (egy férfi, egy nő) közt osztják el (400-400 000 Ft).

## A díjazottak
| - 1976 – Somogyvári Rudolf, Sulyok Mária - 1977 – Tordy Géza, Ruttkai Éva - 1978 – Szabó Sándor, Kútvölgyi Erzsébet - 1979 – Tahi Tóth László, Tábori Nóra - 1980 – Gálffi László, Szegedi Erika - 1981 – Darvas Iván, Halász Judit - 1982 – Szombathy Gyula, Bánki Zsuzsa - 1983 – Bárdy György, Hernádi Judit - 1984 – Szilágyi Tibor, Ruttkai Éva - 1985 – Miklósy György, Bánsági Ildikó - 1986 – Kútvölgyi Erzsébet, Tahi Tóth László - 1987 – Tordy Géza, Tábori Nóra - 1988 – Kern András, Pap Vera - 1989 – Eszenyi Enikő, Vallai Péter - 1990 – Eszenyi Enikő, Gálffi László - 1991 – Pap Vera, Lukács Sándor - 1992 – Eszenyi Enikő, Kaszás Attila - 1993 – Hegedűs D. Géza, Pápai Erika - 1994 – Halász Judit, Szarvas József - 1995 – Kútvölgyi Erzsébet, Rudolf Péter - 1996 – Lukács Sándor, Igó Éva - 1997 – Reviczky Gábor, Börcsök Enikő - 1998 – Igó Éva, Pap Vera, Hegedűs D. Géza - 1999 – Alföldi Róbert, Kútvölgyi Erzsébet | - 2000 – Kamarás Iván, Börcsök Enikő - 2001 – Eszenyi Enikő, Hegedűs D. Géza - 2002 – Gyuriska János, Börcsök Enikő - 2003 – Garas Dezső, Igó Éva - 2004 – Pap Vera, Venczel Vera, Harkányi Endre - 2005 – Epres Attila, Halász Judit - 2006 – Vallai Péter, Eszenyi Enikő - 2007 – Kútvölgyi Erzsébet, Varju Kálmán - 2008 – Kútvölgyi Erzsébet, Fesztbaum Béla - 2009 – Börcsök Enikő, Lukács Sándor - 2010 – Hegyi Barbara, Reviczky Gábor - 2011 – Bata Éva, Gyuriska János - 2012 – Bata Éva, Hegedűs D. Géza - 2013 – Eszenyi Enikő, Mészáros Máté - 2014 – Tornyi Ildikó, Csőre Gábor, Fesztbaum Béla - 2015 – Börcsök Enikő, Hegedűs D. Géza - 2016 – Börcsök Enikő, Stohl András - 2017 – Halász Judit, Hegedűs D. Géza - 2018 – Szilágyi Csenge, ifj. Vidnyánszky Attila - 2019 – Igó Éva, Kútvölgyi Erzsébet, Hegedűs D. Géza - 2020 – Waskovics Andrea, Wunderlich József - 2021 – Hegyi Barbara, Kern András - 2022 – Szilágyi Csenge, ifj. Vidnyánszky Attila - 2023 – Szilágyi Csenge, ifj. Vidnyánszky Attila - 2024 – Kovács Patrícia, Ötvös András - 2025 – Radnay Csilla, Orosz Ákos |